# Les Salines (Katalonia)
Les Salines – miejscowość w Hiszpanii, w Katalonii, w prowincji Girona, w comarce Alt Empordà, w gminie Maçanet de Cabrenys.
Według danych INE z 2005 roku miejscowość zamieszkiwało 12 osób.